# Контурна бананница
Контурна бананница (Afrixalus dorsalis) е вид земноводно от семейство Hyperoliidae. Видът е незастрашен от изчезване.

## Разпространение
Разпространен е в Ангола, Габон, Гана, Гвинея, Демократична република Конго, Екваториална Гвинея, Камерун, Кот д'Ивоар, Либерия, Нигерия и Сиера Леоне.

## Описание
Популацията на вида е нарастваща.